# Bành Quán Anh
Bành Quán Anh (tiếng Trung: 彭冠英; Pinyin: Peng Guanying; sinh ngày 18 tháng 2 năm 1986) là một nam diễn viên Trung Quốc, tốt nghiệp hệ biểu diễn Học viện Điện ảnh Bắc Kinh năm 2006.

## Tiểu sử
Bành Quán Anh sinh ngày 18 tháng 2 năm 1986 tại thành phố Trường Xuân, tỉnh Cát Lâm, Trung Quốc. Từ khi còn nhỏ, anh đã có sở thích ca hát, biểu diễn và thể thao. Năm 2006, Bành Quán Anh tham gia cuộc thi người mẫu của New Silk Road và giành giải quán quân khu vực Cát Lâm. Cùng năm, anh thi đỗ vào khoa biểu diễn thuộc Học viện điện ảnh Bắc Kinh dưới sự chỉ dạy của giáo sư Thôi Tân Cầm (giáo sư nổi tiếng của học viện điện ảnh Bắc Kinh, thành viên của Hiệp hội điện ảnh Trung Quốc).

## Sự nghiệp
Năm 2007, Bành Quán Anh dựa vào tác phẩm điện ảnh ngắn Tuyền Qua (Lốc Xoáy) đã đạt được giải nam chính xuất sắc nhất tại "Giải thưởng sáng tạo phim thời lượng rất ngắn Trung Quốc toàn cầu lần thứ 2". Trong thời gian theo học tại trường, anh tham gia diễn xuất trong các vở kịch nói Vương Cang Kể Chuyện. Sau khi tốt nghiệp, anh được đạo diễn Đằng Hoa Đào nhìn trúng và giành được cơ hội diễn xuất trong bộ phim Thời Đại Hôn Nhân Công Khai. 
Sự nghiệp diễn xuất của Bành Quán Anh chính thức bắt đầu từ năm 2011 với gần 30 tác phẩm truyền hình và 5 tác phẩm điện ảnh. Nhiều năm lăn lộn trên con đường diễn xuất, nam diễn viên luôn giữ được đời tư trong sạch, chưa từng vướng phải scandal tiêu cực hay trở thành chủ đề chỉ trích của công chúng. Năm 2012, anh tiếp tục góp mặt trong các tựa phim như: Thăng trầm, Nữ Biên Tập Thời Trang, Năm Tháng Thầm Lặng, La Bàn Tình Yêu.  
Năm 2013, khi bộ phim Con Nhỏ Khó Nuôi chính thức phát sóng, vai diễn Ngô Địch đã để lại nhiều ấn tượng cho khán giả và trở thành bộ phim tiêu biểu trong sự nghiệp diễn xuất của Bành Quán Anh. Dù chỉ là nhân vật phụ nhưng với ngoại hình và lối diễn xuất tự nhiên, không khoa trương đã giúp anh nhận về vô số đánh giá tích cực. Cũng trong bộ phim này, anh tham gia thể hiện ca khúc chủ đề phim mang tên Happy Day. Tiếp đó, anh diễn chính trong bộ phim do Cao Tiên Minh đạo diễn Bởi Vì Tình Yêu Đẹp Biết Bao (Ảo mộng giàu sang), với vai Diệp Nam Địch (Vương Chi Phàm) là một người kiệm lời, phẩm chất ngay thẳng. Đồng thời, anh cũng thể hiện ca khúc OST Dần Dần Sẽ Tốt Lên Thôi.  
Năm 2014, anh tham gia diễn xuất trong phim Bởi Vì Tình Yêu Có Kỳ Tích với vai tổng giám đốc Tề Tế của một tập đoàn lớn. Năm 2016, Bành Quán Anh trở nên nổi tiếng nhờ qua phim cổ trang Lan Lăng Vương Phi. Sau đó, anh liên tiếp xuất hiện ở nhiều dự án truyền hình khác nhau như Trường An 12 canh giờ, Yêu em người chữa lành vết thương cho anh, Cửu châu hải thượng mục vân ký.
Đến năm 2020, khi bộ phim Dưới Ánh Mặt Trời (Vật Trong Tay) chính thức lên sóng trên Mango TV, Bành Quán Anh đảm nhận hai nhân vật Phong Tiêu Thanh và Thân Thế Kiệt bất ngờ trở thành "đệ nhất tra nam" của màn ảnh Hoa ngữ nhờ lối diễn quá đỗi "biến thái" và quá mức chân thực. Màn hợp tác giữa anh và Thái Văn Tịnh đã để lại trong lòng khán giả ấn tượng mạnh mẽ cho đến tận hôm nay.
Năm 2022, sau thành công của tựa phim Dưới Ánh Mặt Trời, Bành Quán Anh và Thái Văn Tịnh một lần nữa tái hợp trong drama tình cảm huyền nghi Không Hẹn Mà Đến. Bộ phim được lên sóng trên nền tảng Youku, nội dung chậm rãi nhưng vẫn đủ kịch tích và thu hút sự theo dõi của khán giả nhờ vào độ hot và hiệu quả phát sóng của bộ phim trước đó.
Năm 2023, với bộ phim Nghe Nói Em Thích Tôi, Bành Quán Anh lại một lần nữa gây được sự chú ý tới khán giả xem đài. Chỉ sau 50 giờ phát hành, Nghe Nói Em Thích Tôi chiếm giữ vị trí top đầu trong số các drama đang chiếu trên Tencent Video. Cùng năm, những bộ phim khác cũng được phát sóng trên các nền tảng vệ tinh như: Băng Mỏng, Lâu Đài Trắng.
Năm 2024, phim huyền nghi Bí Mật Bên Bờ Biển đã chính thực công bố đội hình diễn viên, nam nữ chính sẽ do Bành Quán Anh và Châu Đông Vũ đảm nhận. Trong phim anh vào vai cảnh sát hình sự Lữ Trục - kiểu nhân vật có tính cách nghiêm túc, suy nghĩ chính trực.

## Tác phẩm tham gia

### Phim điện ảnh
| Năm  | Tên tiếng Việt      | Tên tiếng Trung | Vai      | Ghi chú |
| ---- | ------------------- | --------------- | -------- | ------- |
| 2012 | Năm tháng thầm lặng | 岁月无声        | Thầy Sha |         |
| 2018 | Trò chơi phá mộng   | 破梦游戏        | Giáo sư  | Cameo   |

### Phim lẻ
| Năm  | Tên tiếng Việt  | Tên tiếng Trung | Vai           | Ghi chú         |
| ---- | --------------- | --------------- | ------------- | --------------- |
| 2009 | Huyết ngọc chú  | 血玉咒          | Đông Tiêu     | Phim chiếu mạng |
| 2009 | Lí Hoa sai      | 梨花错          | Phan Diệc Nam | Phim chiếu mạng |
| 2012 | La bàn tình yêu | 真爱指南针      | Mã Nguyên     | Phim ngắn       |

### Phim truyền hình
| Năm  | Tên tiếng Việt                            | Tên tiếng Trung | Vai                              | Ghi chú                                   |
| ---- | ----------------------------------------- | --------------- | -------------------------------- | ----------------------------------------- |
| 2011 | Thời đại hôn nhân công khai               | 裸婚时代        | Đỗ Nghị                          |                                           |
| 2012 | Thăng trầm                                | 浮沉            | Trần Xuyên                       |                                           |
| 2012 | Nữ biên tập thời trang                    | 时尚女编辑      | Tiểu Vương                       |                                           |
| 2013 | Con nhỏ khó nuôi                          | 小儿难养        | Ngô Địch                         |                                           |
| 2013 | Tôi là Hách thông minh                    | 我叫郝聪明      | Triệu Tây Xuyên                  | [ 9 ]                                     |
| 2013 | Ảo mộng giàu sang                         | 因为爱情有多美  | Diệp Nam Địch (Vương Chi Phàm)   |                                           |
| 2013 | Nữ nhân bang                              | 女人帮·妞儿     | Vi Quang Chính                   | [ 10 ]                                    |
| 2013 | Trọng lượng của chính nghĩa               | 正义的重量      | Trương Bảo Kiện                  |                                           |
| 2014 | Vì tình yêu có kỳ tích                    | 因为爱情有奇迹  | Tề Tế                            |                                           |
| 2014 | Bởi vì tình yêu                           | 将爱之因为爱情  | Quách Ngải Luân                  |                                           |
| 2015 | Nữ MC Tịnh Lệ                             | 靓丽主播        | Vương Tử Kiều                    |                                           |
| 2016 | Lan Lăng vương phi                        | 兰陵王妃        | Vũ Văn Ung                       | Vai phụ                                   |
| 2016 | Ái vô ngân                                | 爱无痕          | Triệu Quân Tường                 |                                           |
| 2017 | Cửu Châu Hải Thượng Mục Vân Ký            | 九州海上牧云记  | Mục Vân Hợp Qua                  | Vai phụ                                   |
| 2018 | Áo bông nhỏ                               | 小棉袄          | Hoa Xung                         |                                           |
| 2019 | Yêu em người chữa lành vết thương cho anh | 爱上你治愈我    | Trần Nhất Phàm                   |                                           |
| 2019 | Trường An 12 canh giờ                     | 长安十二时辰    | Tần Chinh                        | Cameo                                     |
| 2019 | Tuyệt cảnh chú kiếm                       | 绝境铸剑        | Trần Thiên Hựu                   |                                           |
| 2020 | Tôi thân yêu                              | 亲爱的自己      | Lưu Dương                        | [ 11 ]                                    |
| 2020 | Dưới ánh mặt trời                         | 阳光之下        | Phong Tiêu Thanh / Thân Thế Kiệt | Vai chính (Đóng cặp với Thái Văn Tịnh)    |
| 2022 | Hai kiểu phỏng đoán hôn nhân              | 婚姻的两种猜想  | Dương Tranh                      | [ 12 ]                                    |
| 2022 | Không hẹn mà đến                          | 不期而至        | Đàm thâm / Cao tuấn              |                                           |
| 2023 | Nghe Nói Em Thích Tôi                     | 听说你喜欢我    | Ninh Chí Khiêm                   | Vai chính (Đóng cặp với Vương Sở Nhiên)   |
| 2023 | Băng mỏng                                 | 薄冰            | Trần Thiển                       | Vai chính (đóng cặp với Trần Ngọc Kỳ)     |
| 2023 | Lâu đài trắng                             | 白色城堡        | Vương Dương Minh                 | Vai chính                                 |
| 2024 | Câu chuyện hoa hồng                       | 玫瑰的故事      | Trang Quốc Đống                  | Vai thứ chính (Đóng cặp với Lưu Diệc Phi) |
| 2024 | Chỉ mong người dài lâu                    |                 | Chu Đài Sinh                     |                                           |
| TBA  | Nghịch quang giả                          |                 | Tạ Lam Sơn                       |                                           |
| TBA  | Bí Mật Bên Bờ Biển                        |                 | Lữ Trục                          | Vai chính                                 |

## Danh sách đĩa nhạc
| Năm  | Tên tiếng Anh         | Tên tiếng Trung  | Album                                  | Ghi chú                |
| ---- | --------------------- | ---------------- | -------------------------------------- | ---------------------- |
| 2013 | "Happy Day"           |                  | OST 小儿难养 (Con nhỏ khó nuôi)        |                        |
| 2013 | "Slowly It Will Heal" | 慢慢会好的       | OST 因为爱情有多美 (Ảo mộng giàu sang) |                        |
| 2013 | "Flying Fireflies"    | 虫儿飞           | OST 因为爱情有多美 (Ảo mộng giàu sang) |                        |
| 2021 | "Hobby"               | 嗜好             | Cover                                  |                        |
| 2022 |                       | 有你的梦境像流星 | Cover OST 不期而至 (Không hẹn mà đến)  | Hát cùng Thái Văn Tịnh |

## Tham Khảo
1. ↑  "彭冠英报名《将爱》系列作品海选盼圆儿时梦_影音娱乐_新浪网". ent.sina.com.cn. Truy cập ngày 10 tháng 8 năm 2023.
2. ↑  "《小儿难养》收官 彭冠英演绎不婚男受好评". ent.sina.com.cn. Truy cập ngày 10 tháng 8 năm 2023.
3. ↑  "彭冠英报名《将爱》系列作品海选盼圆儿时梦_影音娱乐_新浪网". ent.sina.com.cn. Truy cập ngày 10 tháng 8 năm 2023.
4. ↑  "《爱有奇迹》编剧下狠"虐"彭冠英". ent.sina.com.cn. Truy cập ngày 10 tháng 8 năm 2023.
5. ↑  网易 (ngày 14 tháng 11 năm 2017). "彭冠英亮相《海牧》发布会 自侃角色让众人闹心". www.163.com. Truy cập ngày 10 tháng 8 năm 2023.
6. ↑  "陈妍希演邓丽君 江珊侯勇饰演其父母何润东也加盟！". ent.ifeng.com. Truy cập ngày 10 tháng 8 năm 2023.
7. ↑  ""Đệ nhất tra nam" Bành Quán Anh hợp tác cùng tam kim ảnh hậu Châu Đông Vũ trong phim mới". VOH. Truy cập ngày 19 tháng 7 năm 2024.
8. ↑  "【视频】梦洁家纺首部微电影《爱情指南针》 - 企业动态 - 家纺加盟网（www.hometexjoin.com）". www.hometexjoin.com. Truy cập ngày 10 tháng 8 năm 2023.
9. ↑  "中国文艺网-乐视网自制剧《我叫郝聪明》开机". www.cflac.org.cn. Truy cập ngày 10 tháng 8 năm 2023.
10. ↑  网易 (ngày 14 tháng 11 năm 2013). "《妞儿2》网络热播 挑战＂最重口味型男＂". www.163.com. Truy cập ngày 10 tháng 8 năm 2023.
11. ↑  "《爱上你治愈我》彭冠英演技爆发 网友盛赞获封实力真演员". ishare.ifeng.com (bằng tiếng Trung). Truy cập ngày 10 tháng 8 năm 2023.
12. ↑  "电视剧《婚姻的两种猜想》开机 鼓励女性活出自我-中新网". www.chinanews.com.cn. Truy cập ngày 10 tháng 8 năm 2023.